# Gabriela Serra i Frediani
Gabriela Serra i Frediani   (Mataró, 18 de desembre de 1951) és una mestra i activista catalana. Va ser diputada al Parlament de Catalunya amb la CUP-Crida Constituent entre octubre del 2015 i octubre del 2017.

## Biografia
Ha estat presidenta de l'Associació de Veïns de Singuerlín a Santa Coloma de Gramenet, membre de les Brigades Internacionals de Pau a Guatemala entre 1987 i 1989 i presidenta de la Federació Catalana d'ONG per al Desenvolupament. També ha estat militant de Cercles Obrers Comunistes i del Moviment Comunista (MC). Actualment és membre d'Entrepobles, la Fundació per la Pau, el Centre Delàs d'Estudis per la Pau, la Plataforma Pau i Democràcia i l'Assemblea Nacional Catalana.

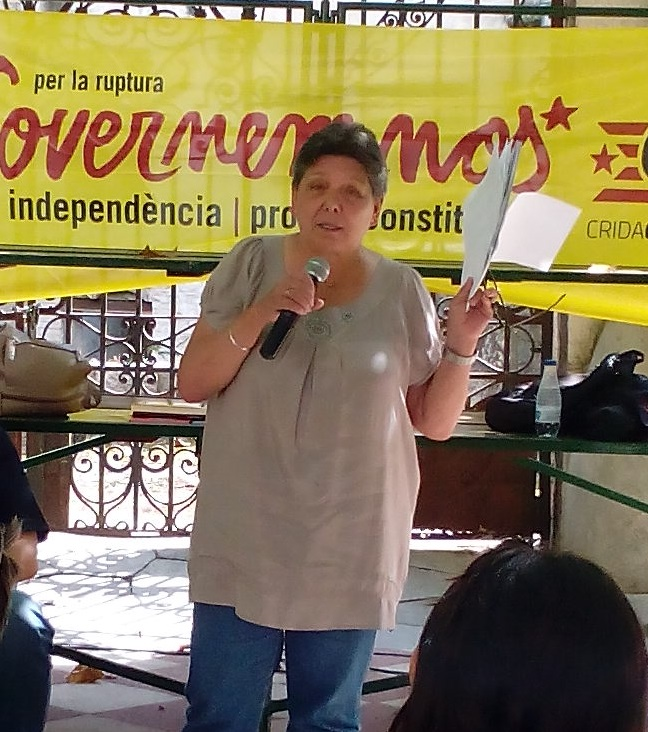
Gabriela en un acte electoral de la CUP el 2015.

De cara les eleccions al Parlament de Catalunya de 2015, va ser candidata de la Candidatura d'Unitat Popular - Crida Constituent després de ser escollida en primàries, esdevenint diputada al Parlament.
L'octubre de 2018 va incorporar-se com a membre del Consell Assessor per a l'impuls del Fòrum Cívic i Social per al Debat Constituent.
L'1 de febrer del 2024, va iniciar una vaga de fam per Palestina juntament amb Martí Olivella i Llum Mascaray. Esperonats per l'agreujament del conflicte palestino-israelià a l'octubre del 2023, van acordar exigir al Govern d'Espanya que tallés el comerç d'armes amb l'Estat d'Israel i que el pressionés per a aconseguir un alto el foc. En la mateixa línia, van enviar una carta al ministre d'Afers Exteriors d'Espanya, José Manuel Albares, que encara no ha obtingut resposta. Van dur a terme la vaga sota el control d'un equip mèdic a l'espai Migra Studium de Ciutat Vella, on els van visitar diputats d'En Comú Podem, ERC i la CUP.